# Wilhelm Ahrens (Mathematiker)
Wilhelm Ernst Martin Georg Ahrens (* 3. März 1872 in Lübz; † 23. Mai 1927 in Rostock) war ein deutscher Mathematiker und Schriftsteller.

## Leben und Werk
Wilhelm Ahrens wurde in Lübz an der Elde in Mecklenburg geboren und studierte von 1890 bis 1897 in Rostock, Berlin und Freiburg. 1895 wurde er bei Otto Staude mit dem Thema Über eine Gattung n-fach periodischer Functionen von n reellen Veränderlichen summa cum laude promoviert. Gleichzeitig legte er die Oberlehrerprüfung ab. Von 1895 bis 1896 war er Lehrer an der deutschen Schule in Antwerpen und studierte dann noch ein Semester bei Sophus Lie in Leipzig. Angeregt durch diesen verfasste er „Über Transformationsgruppen, deren sämtliche Untergruppen invariant sind“ (Hamburger Math. Gesellschaft Band 4, 1902). 1897 war er Lehrer in Magdeburg an der Baugewerkeschule, ab 1901 an der Maschinenbauschule. 1904 übersiedelte er wieder nach Rostock, um ganz schriftstellerisch tätig zu sein.
Er arbeitete viel zur Mathematikgeschichte und über mathematische Spiele (Unterhaltungsmathematik), über die er ein großes Werk verfasste und auch einen Beitrag für die Enzyklopädie der mathematischen Wissenschaften beisteuerte. Seine großen Vorläufer waren Jacques Ozanam in Frankreich, wo auch der Zahlentheoretiker Édouard Lucas (1842–1891) im 19. Jahrhundert ähnliche Bücher schrieb, sowie Walter William Rouse Ball (1850–1925) in England (Mathematical recreations and essays 1892), Sam Loyd (1841–1901) in den USA und Ernest Dudeney (1857–1930) in England. In diesem Sinn kann man Martin Gardner und Ian Stewart, die Herausgeber der Mathematik-Kolumne im Scientific American, sowie Raymond Smullyan als seine Nachfolger betrachten. Er gab auch ein Buch mit Zitaten und Anekdoten über Mathematiker heraus (Scherz und Ernst in der Mathematik). Er schrieb zahlreiche Zeitschriftenaufsätze.

## Veröffentlichungen
- Mathematische Unterhaltungen und Spiele, Teubner, Leipzig 1901 (gallica.bnf.fr Digitalisat), 2. Auflage 1910–1918 in 2 Bänden
- Mathematische Spiele. In: Enzyklopädie der mathematischen Wissenschaften. Band 1, Teil 2, Teubner, Leipzig 1902, S. 1080–1093 (uni-goettingen.de Digitalisat).
- Scherz und Ernst in der Mathematik, Teubner, Leipzig 1904 (historical.library.cornell.edu, auch bei archive.org mit zusätzlichen Downloadmöglichkeiten) – Reprint: Olms, Hildesheim 2002.
- Mathematische Spiele (in der Reihe Aus Natur und Geisteswelt; Band 170; gekürzte Fassung von „Mathematische Unterhaltungen und Spiele“), Leipzig, Teubner 1907, 4. Auflage 1919 – Reprint: Anaconda Verlag, 2008.
- Gelehrten-Anekdoten. Sack, Berlin-Schöneberg 1911.
- Der große König. Aus Werken und Wirken, Sentenzen und Anekdoten. Sack, Berlin-Schöneberg 1912.
- Mathematiker-Anekdoten (= Mathematische Bibliothek; 18), Teubner, Leipzig und Berlin 1916, 2. Auflage 1920.
- Das Theater in der Sonne des Humors. Heitere Bilder aus Bühnenwelt und Bühnengeschichte. Sack, Berlin 1913.
- Altes und Neues aus der Unterhaltungsmathematik, Springer, Berlin 1918, doi:10.1007/978-3-642-50946-9
- Latein oder Deutsch? Die „Sprachenfrage“ bei der Herausgabe der Werke Leonhard Eulers. Peters, Magdeburg 1910.